# Jonida Maliqi
Jonida Maliqi (Tirana, 26 marzo 1983) è una cantante e conduttrice televisiva albanese.
Ha rappresentato l'Albania all'Eurovision Song Contest 2019 con il brano Ktheju tokës, piazzandosi 17ª su 26 partecipanti nella finale.

## Biografia
Jonida Maliqi si è fatta conoscere al grande pubblico nel 1995 quando a soli 13 anni ha partecipato al Festivali i Këngës, il principale evento musicale albanese, in coppia con il cantante Aleksandër Rrapi con il brano Planeti i fëmijëve. Nel 1997 è ritornata al festival in coppia con Kastriot Tusha, dove hanno presentato un brano ispirato da Madre Teresa di Calcutta. Ha fatto ritorno al festival come solista nel 1999, cantando Do jetoj pa ty e guadagnando un secondo posto, e nel 2004 con Frikem se më pëlqen, classificandosi terza. Nel 2010 ha presentato per l'unica volta il Festivali i Këngës.
Oltre alla sua carriera da cantante, Maliqi è anche un'acclamata attrice teatrale, avendo interpretato Giulietta Capuleti nella produzione albanese di Romeo e Giulietta insieme ad Alban Skënderaj.
Nel 2013 ha preso le vesti da conduttrice presentando la quarta edizione della versione albanese di Ballando con le stelle, mentre nel 2016 ha vestito il ruolo di giudice nella quinta edizione di The Voice of Albania.
Nel 2019 ha preso parte per la decima volta alla cinquantasettesima edizione del Festivali i Këngës. Nella serata finale della manifestazione è stata proclamata vincitrice con il brano Ktheju tokës, concedendole il diritto di rappresentare l'Albania all'Eurovision Song Contest 2019 a Tel Aviv. Dopo essersi qualificata dalla seconda semifinale del 16 maggio, si è esibita per 2ª nella finale del 18 maggio successivo. Qui si è classificata 17ª su 26 partecipanti con 90 punti totalizzati, di cui 47 dal televoto e 43 dalle giurie. È risultata la più votata dal pubblico di Italia e Macedonia del Nord.

## Discografia

### Album
- 2005 - Nuk të pres
- 2013 - Jonida Maliqi

### Singoli
- 1995 - Planeti i fëmijëve
- 1999 - Do jetoj pa ty
- 2000 - Çast
- 2001 - Ik
- 2002 - Ti s'më meriton
- 2002 - Larg teje
- 2002 - Do humbas me ty
- 2003 - Vetëm një natë
- 2004 - Ne të dashuruar
- 2004 - Frikem se më pëlqen
- 2004 - Nuk kam faj që robëroj
- 2005 - Papagalli i dashurisë
- 2006 - Pa identitet
- 2007 - Parfum nate
- 2007 - S'ka fajtor në dashuri
- 2008 - Njëri nga ata
- 2010 - Sot t'i japim fund
- 2011 - Një orë më shumë
- 2011 - Thesar pa emër
- 2013 - Ti
- 2014 - Sonte
- 2015 - Jam bërë si ti
- 2018 - Ktheju tokës
- 2022 - Need You (con Obie Kellz)

## Televisione
- Festivali i Këngës (1995, 1997, 1999, 2000, 2001, 2002, 2004, 2006, 2007, 2010, 2018, 2022)
- Big Brother Albania (2008)
- Dua vendin tim (2012)
- Dancing with the Stars Albania (2014)
- The Voice of Albania (2016)